# I cinque penny
I cinque penny (The Five Pennies) è un film del 1959 diretto da Melville Shavelson. Il film si ispira alla storia del noto jazzista Ernest Loring "Red" Nichols (1905-1965) e della sua band "Red Nichols and His Five Pennies".

## Trama
Un cornettista jazz si sente in colpa per aver trascurato la figlia che per una malattia ha perso l'uso delle gambe. Rinuncia alla musica e lavora duramente finché la figlia non guarisce.

## Produzione
Il film fu prodotto dalla Dena Productions (come A Dena Production).
Venne girato a Hollywood, nei Paramount Studios, 5555 di Melrose Avenue.

## Distribuzione
Distribuito dalla Paramount Pictures, il film uscì nelle sale cinematografiche USA nell'agosto 1959 dopo essere stato presentato in prima il 18 giugno a New York e il 30 giugno a Los Angeles.

## Critica
«Grande carrellata di jazzisti.» **